# روز هيل (ممثلة)
روز هيل (بالإنجليزية: Rose Hill)‏ هي مغنية أوبرا ومغنية وممثلة بريطانية (وحملت سابقاً جنسية المملكة المتحدة لبريطانيا العظمى وأيرلندا)، ولدت في 5 يونيو 1914 بلندن في المملكة المتحدة، وتوفيت في 22 ديسمبر 2003 في المملكة المتحدة.

## وصلات خارجية
- روز هيل على موقع IMDb (الإنجليزية)
- روز هيل على موقع ميوزك برينز (الإنجليزية)
- روز هيل على موقع قاعدة بيانات برودواي على الإنترنت (الإنجليزية)
- روز هيل على موقع قاعدة بيانات الفيلم (الإنجليزية)